# Gouvernorat de la Nouvelle-Vallée
Le gouvernorat de la Nouvelle-Vallée (en arabe : الوادى الجديد) est le plus vaste gouvernorat de l’Égypte. De forme quasi rectangulaire, il couvre près de 45 % de la superficie du pays et en constitue le sud-ouest. Sa capitale est Al-Kharga, la plus au sud des cinq grandes oasis du Désert de Libye.
Le développement de cette région désertique, dans la perspective de créer une région agricole capable de satisfaire aux besoins alimentaires d'une population égyptienne à forte croissance démographique, repose sur la création, selon un axe parallèle au cours du Nil, d'une  "deuxième vallée", d'une part en creusant un canal reliant plusieurs oasis dont celles de Kharga au lac Nasser pour en apporter l'eau, ressource renouvelable mais disputée, d'autre part en prélevant par des puits supplémentaires l'eau des aquifères profonds, ressource non-renouvelable.
Le projet économique porte également sur l'exploitation des gisements miniers locaux de fer et de phosphate. C'est cette ressource minière qui permet d'ailleurs le financement du projet hydrologique.
Ce projet est mis en discussion à la fois du fait de la pénurie croissante d'eau dans le pays et du caractère à trop court terme de ce projet qui contribuera à épuiser l'aquifère libyen,,,.

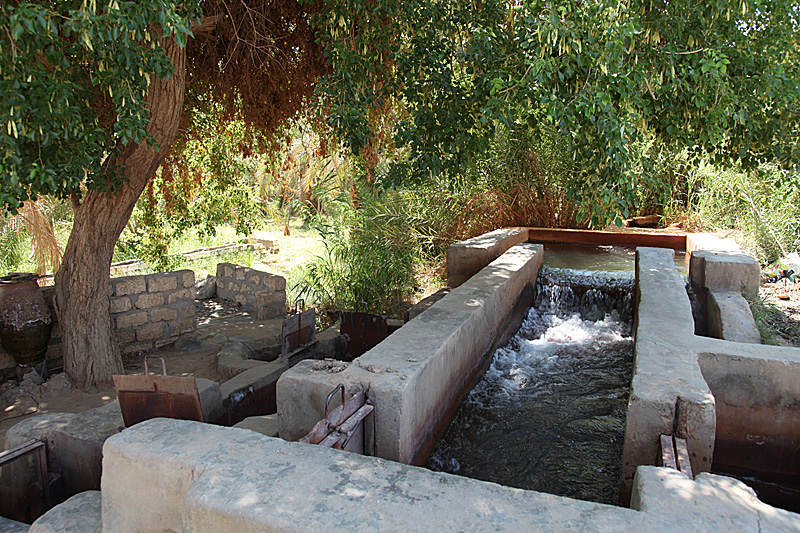
Bien au nord-est de la ville de Kharga, dépression de Kharga, Égypte

## Oasis
Les oasis suivantes en font partie :
- Al-Dakhla,
- Al-Kharga,
- Al-Farafra.